# بمبرمن ۲
بمبرمن II (به ژاپنی: ボンバーマンII, Bonbāman Tsū) یک بازی ویدئویی مبتنی بر هزارتو در سبک معمایی است که توسط هادسن سافت در سال ۱۹۹۱ برای سیستم سرگرمی نینتندو ساخته و منتشر شده است. بازی از فرمول کلاسیک مجموعه بازی‌های بمبرمن تبعیت می‌کند، و بازیکنان در اتاقی پر از موانع و دشمنان هستند و بمبرمن باید با کارگزاری به موقع بمب این بلوک‌ها و دشمنان را از بین ببرد. برخی از این بلوک‌ها باعث افزایش قدرت می‌شوند (به‌طور مثال باعث افزایش شعاع انفجار بمب یا فتیله‌دار کردن بمب‌ها و انفجار آن در زمان دلخواه می‌شود) و یکی از آن‌ها در هر مرحله شامل یک درب است که بمبرمن را راهی مرحله بعدی می‌کند.